# 烏利亞 (阿拉巴馬州)
烏利亞（英語：Uriah）是一個位於美國阿拉巴馬州門羅縣的非建制地區和人口普查指定地區。根據2010年美國人口普查，該地人口為294人，而該地的面積約為4.16平方千米。

## 地理
烏利亞的座標為31°18′19″N 87°30′07″W / 31.30528°N 87.50194°W，而該地最高點為海拔高度107米（即351英尺）。